# تپه ریگ‌آباد
تپه ریگ آباد در شهرستان پیرانشهر، بخش مرکزی، روستای ریگ آباد واقع شده و این اثر در تاریخ ۱۲ بهمن ۱۳۸۱ با شمارهٔ ثبت ۷۳۷۶ به‌عنوان یکی از آثار ملی ایران به ثبت رسیده است.